# کراود (اکلاهما)
کراود(به انگلیسی: Crowder) شهری در ایالت اکلاهما کشور ایالات متحده آمریکا است که جمعیت آن در سرشماری سال ۲۰۱۰ میلادی، ۴۳۰ نفر بوده‌است.